# Думанян, Ваграм
Ваграм Думанян (арм. Վահրամ Դումանյան; род. 9 сентября 1962, Ереван, Армянская ССР, СССР) — армянский государственный деятель, профессор, учёный. Доктор физико-математических наук.

## Биография
Родился 9 сентября 1962 года в Ереване.
В 1984 году окончил факультет прикладной математики Ереванского государственного университета, в 1989 — аспирантуру Математического института имени В. А. Стеклова АН СССР.
Свою трудовую деятельность начал после окончания университета. Тогда он выполнял научно-исследовательскую работу в Математическом институте им. В.А. Стеклова АН СССР. С 1990 по 2000 года работал на разных должностях на факультете информатики и прикладной математики Ереванского государственного университета. Позже, в 2000 году, был назначен деканом этого факультета. На этой должности он проработал до 2020 года.
23 ноября 2020 года указом Президента Армении был назначен на должность Министра образования, науки, культуры и спорта Армении.

## Научная деятельность
С 2001 года является региональным директором Международной олимпиады по программированию среди университетских команд Армении, ICPC. Также с 2007 года является председателем республиканской комиссии предметной олимпиады по информатике школьников Армении. Автор многочисленных научных и учебно-методических работ. Вел научно-исследовательскую работу в Московском государственном университете имени Ломоносова, Международном математическом центре имени Стефана Банаха, в университетах Трира и Падерборна. Член армянской математической ассоциации.

## Личная жизнь
Женат, воспитывает дочь и сына.

## Награды
- Золотая медаль Ереванского государственного университета;
- Золотая медаль Министерства образования, науки, культуры и спорта Армении[1].